# Точный функтор
Точный функтор — функтор, который переводит точные последовательности в точные. Точные функторы удобны для вычислений в гомологической алгебре, поскольку их можно сразу применять к резольвентам объектов. Бо́льшая часть гомологической алгебры была построена для того, чтобы сделать возможной работу с функторами, которые не являются точными, но их отличие от точных поддаётся контролю.

## Определение
Пусть {\displaystyle P} и {\displaystyle Q} — абелевы категории и {\displaystyle F:P\to Q} — аддитивный функтор. Рассмотрим произвольную короткую точную последовательность:
{\displaystyle 0\to A\to B\to C\to 0}
объектов {\displaystyle P}.
Если {\displaystyle F} — ковариантный функтор, {\displaystyle F} является:
- полуточным, если {\displaystyle F(A)\to F(B)\to F(C)} точна;
- точным слева, если {\displaystyle 0\to F(A)\to F(B)\to F(C)} точна;
- точным справа, если {\displaystyle F(A)\to F(B)\to F(C)\to 0} точна;
- точным, если {\displaystyle 0\to F(A)\to F(B)\to F(C)\to 0} точна.

Если {\displaystyle G} — контравариантный функтор из {\displaystyle P} в {\displaystyle Q}, {\displaystyle G} является:
- полуточным, если {\displaystyle G(C)\to G(B)\to G(A)} точна;
- точным слева, если {\displaystyle 0\to G(C)\to G(B)\to G(A)} точна;
- точным справа, если {\displaystyle G(C)\to G(B)\to G(A)\to 0} точна;
- точным, если {\displaystyle 0\to G(C)\to G(B)\to G(A)\to 0} точна.

Не обязательно брать в качестве исходной последовательность именно такого вида; например, точный функтор можно определить как функтор, переводящий точные последовательности вида {\displaystyle A\to B\to C} в точные последовательности.
Существует ещё одно определение точного функтора: ковариантный функтор точен слева тогда и только тогда, когда он переводит конечные пределы в пределы. При замене слова «ковариантный» на «контравариантный» или «слева» на «справа» нужно одновременно заменить «пределы» на «копределы». Точный функтор — это функтор, точный слева и справа.

## Примеры
- Любая эквивалентность абелевых категорий точна.
- Наиболее важный пример точного слева функтора — функтор Hom. Если {\displaystyle {\mathcal {A}}} — произвольная абелева категория и {\displaystyle A} — её объект, то {\displaystyle \mathrm {Hom} _{\mathcal {A}}(A,X)} — ковариантный аддитивный функтор в категорию абелевых групп[1]. Этот функтор является точным тогда и только тогда, когда {\displaystyle A} проективен. Соответственно, контравариантный функтор {\displaystyle \mathrm {Hom} _{\mathcal {A}}(X,A)} точен тогда и только тогда, когда {\displaystyle A} инъективен.
- Если {\displaystyle T} — правый {\displaystyle R}-модуль, то возможно определить функтор {\displaystyle H_{T}} из категории левых {\displaystyle R}-модулей в {\displaystyle \mathbf {Ab} } с помощью тензорного произведения над {\displaystyle R:H_{T}(X)=T\otimes X}. Этот функтор является точным справа; он точен тогда и только тогда, когда {\displaystyle T} — плоский модуль.
- Предыдущие два примера можно обобщить: в любой паре сопряженных аддитивных функторов левый сопряженный точен справа, а правый сопряженный точен слева.